# Березівська застава
Березівська застава (рос. Березовская застава) — колишнє поселення у Троянівській волості Житомирського повіту Волинської губернії та Березівській сільській раді Троянівського, Пулинського, Черняхівського районів і Житомирської міської ради Волинської округи та Київської області.

## Населення
Станом на 1906 рік нараховувалося 5 дворів та 30 мешканців.

## Історія
В 1906 році — поселення в складі Троянівської волості (6-го стану) Житомирського повіту Волинської губернії. Відстань до губернського та повітового центру, міста Житомир, становила 16 верст, до волосної управи, в містечку Троянів — 37 верст. Найближче поштово-телеграфне відділення розташовувалось в Житомирі.
У 1923 році включене до складу новоствореної Березівської сільської ради, котра, від 7 березня 1923 року, стала частиною новоутвореного Троянівського району Житомирської (згодом — Волинська) округи. В складі сільської ради, 28 вересня 1925 року, увійшла до Пулинського району, 3 квітня 1930 року — Черняхівського району, 17 жовтня 1935 року — Житомирської міської ради Київської області.
Знята з обліку населених пунктів до 1 жовтня 1941 року.